# Cyclostremiscus tenuisculptus
Cyclostremiscus tenuisculptus is een slakkensoort uit de familie van de Tornidae. De wetenschappelijke naam van de soort is voor het eerst geldig gepubliceerd in 1864 door Carpenter.